# Пещера Горама
Пещера Горама (англ. Gorham’s Cave) — пещера в юго-восточной части Гибралтара со стороны Средиземного моря. Имеет естественное происхождение, образована водой 250 тыс. лет назад. В ледниковый период при изменении уровня моря находилась в 4,5 километрах от воды. Известно как одно из последних мест, населённых неандертальцами.

## История исследования
Открыта в 1907 году британским военным А. Горамом, по имени которого получила своё название. Была картографирована в 1943 и 1945 годах. В пещере были найдены остатки орудий труда древних людей. Пещеру посетил губернатор, и она была законсервирована для дальнейших раскопок. В 1948 году власти Гибралтара обратились в Британский музей с запросом о проведении исследований.
Первый этап археологических раскопок начался только в 1950 году и продолжался до марта 1951 года. В дальнейшем, исследование пещеры прерывалось из-за недостатка финансирования. Но в итоге в 1950-е годы был обнаружен горизонт, который тянулся на 16 м вглубь, включал слои античной эпохи, неолита и далее к мустьерской культуре.
В 1989 и в 1997—2005 годах состоялось комплексное исследование пещеры Горама, соседних пещер, а также морского дна возле пещеры. Преимущественно изучались слои, которые относились к среднему и позднему палеолиту. Вместе с останками людей и их орудий труда экспертизе подверглись найденные останки птиц, раковины моллюсков, древесный уголь. На основе полученных данных было проведено моделирование местности, а также окружающей среды в период каменного века.

## Результаты исследований
Условно археологический горизонт разделён на 4 больших пласта.
Верхний слой относится к 1 тысячелетию до н. э., сосредоточен у входа в пещеру и приписывается финикийцам. Предполагается, что в пещере находилось место почитания богини Танит.
Второй слой сформирован в 6 тысячелетии до н. э. древнейшими европейскими земледельцами, которые, однако, также занимались ловом рыбы и моллюсков.
Третий и четвёртый слои принадлежат солютрейцам и неандертальцам.
Гибралтар — первое место, где в 1848 году был найден череп женщины-неандертальца, поэтому находка неандертальской стоянки не вызывала особой сенсации. 
Последние из неандертальцев, судя по ихнофоссилиям (отпечатка ног), жили в пещере Горама во время морской изотопной стадии MIS 2 (29—14 тыс. лет назад). Находки 1997—2005 годов показали, что неандертальцы могли жить здесь 23 360 ± 320 лет назад и пещера Горама была известна как последнее в мире место, населённое неандертальцами. Однако, в 2014 году учёные пришли к выводу, что на Пиренейском полуострове неандертальцы вымерли не позже 43 тысяч лет назад, примерно во время события Хайнриха 5.
Популяции горамских неандертальцев как таковой не было. Считают, что она никогда не превышала 15 человек. Местность вокруг пещеры в ту пору отличалась разнообразием — горы, песчаные дюны и болота. Море находилось в 4,5 км. Климатические условия на территории Гибралтара оставались мягкими, в то время как на остальной территории Европы происходило значительное похолодание, которое достигло максимума 30 тысяч лет назад. С этим похолоданием и сокращением лесов обычно связывают вымирание неандертальцев, которые употребляли в пищу преимущественно мясо и могли в силу своих физических особенностей охотиться на крупных животных только с близкого расстояния. В тундре и в степных районах это было невозможно. Но горамские неандертальцы демонстрировали хорошую приспособленность к изменениям. Они охотились на горных коз и оленей, мелкую дичь, употребляли рыбу, черепах, моллюсков и птиц. Тот факт, что помимо съедобных видов птиц, были обнаружены птицы-хищники, вызвал гипотезу, что неандертальцы ловили их для накопления перьев, которое использовали как украшение. Они умели обрабатывать камень, производили довольно сложные орудия труда.

## Охрана
В 2012 году пещера Горама была внесена в предварительный список всемирного наследия ЮНЕСКО вместе с соседними пещерами Беннета, Вангард и Хайина.